# ماندرل
ماندرل، شاه‌میله (به انگلیسی: Mandrel) یا دُرن برای ماشین کاری قطعه کاری که محور آن به‌دلیل سوراخکاری یا دارای حفره بودن نمی‌تواند بین دو مرغک بسته شود، و برای بستن به سه نظام و صفحه نظام نیز مناسب نیست استفاده می‌شود. ماندرل یک محور مخروطی است که در حفره قطعه برای بستن بین دو مرغک پرس می‌شود. ماندرل نباید با یک میله بزرگ اشتباه گرفته شود با این که شبیه به ان است ولی برای گیره بندی قطعات استفاده می‌شود نه به عنوان قطعه کار. برای پیشگیری از آسیب دیدن قطعه کار قبل از پرس کردن ماندرل درون حفره باید همیشه روغن کاری شود. زمانی که قطعه درون ماندرل می‌چرخد باید قسمت بزرگتر آن نزدیکتر به سر دستگاه باشد. یک ماندرل جامد ماشین تراش معمولاً از فولاد سخت کاری شده ساخته شده‌است و در هر اینچ آن ۰٬۰۰۰۵تا ۰٬۰۰۰۶ اینچ مخروطی می‌شود. ماندرل‌ها در هر دو انتها مراکز خزینه‌ای دقیقی برای نصب بین دو مرغک دارند. انتهای ماندرل‌ها کوچکتر از بدنه آنهاست و به صورت تخت برای گرفته شدن توسط گیره قلبی ماشین کاری شده‌اند. اندازه ماندرل عموماً بر روی قسمت بزرگتر مخروط حک شده‌است. ازآنجایی که ماندرل‌ها با یک مخروط جزئی ساخته می‌شوند استفاده از آن‌ها برای قطرهای داخلی خاص محدود می‌شود. یک ماندرل بازشو قطعه کارهایی با محدوده قطرهای بزرگتری را می‌پذیرد. در واقع یک ماندرل باز شو چیدمان سه نظامی دارد به‌طوری‌که گیره‌های می‌توانند نیرویی به سمت بیرون و به حفره داخلی قطعه کار اعمال کنند.